# Savoia-Marchetti S.M.95
Il Savoia-Marchetti S.M.95 fu un aereo di grandi dimensioni, quadrimotore monoplano ad ala bassa, sviluppato dall'azienda aeronautica italiana Savoia-Marchetti nei primi anni quaranta e destinato sia al mercato del trasporto civile che a un uso militare.
Portato in volo per la prima volta l'8 maggio 1943, il modello venne avviato, pur non senza difficoltà, alla produzione in serie già durante la seconda guerra mondiale e costituì la base, nel ruolo di aereo di linea passeggeri, per la ricostruzione dell'aeronautica civile italiana dopo il termine del conflitto.

## Storia del progetto

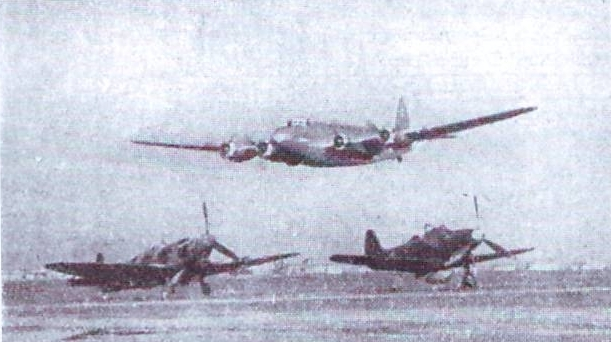
Savoia-Marchetti SM.95 in volo.

Annunciato nel 1937 dall'ingegnere Alessandro Marchetti e sviluppato sulla base dell'aereo da trasporto S.M.75, era un velivolo quadrimotore con motori Alfa Romeo 126 RC.34 da 750 hp, denominato inizialmente come S.M.76.
La struttura della fusoliera era in tubi di acciaio saldato, il rivestimento del frontale e del lato inferiore in lega leggera, le fiancate nella tradizionale tela verniciata e la parte posteriore in compensato. L'ala trilongherone in legno in un solo pezzo con ricopertura in legno. Motori Alfa Romeo spingenti eliche tripale metalliche SIAI-Hydrovaria S.53 a giri costanti e messa in bandiera. Cabina di pilotaggio con 2 posti affiancati e doppi comandi avente alle spalle le postazioni per il motorista (sulla sinistra) ed il marconista (sulla destra), la cabina passeggeri per il trasporto di 18 persone.
La progettazione del velivolo si prolungò fino al 1939, venne predisposto per montare motori Alfa Romeo 128 RC.18 da 860 hp e la designazione ufficiale divenne S.M.95C dove "C" stava per "Civile".
Con l'inizio della Seconda guerra mondiale l'aereo venne accantonato, ma nel dicembre 1941 una richiesta della L.A.T.I., per un quadrimotore da utilizzare sulle rotte verso il Sud America, fece rispolverare il progetto per un velivolo che pur con caratteristiche inferiori ai “concorrenti” Piaggio P.108 e CANT Z.511A, aveva però un costo inferiore ed una realizzazione più pronta.

## Impiego operativo

### Militare

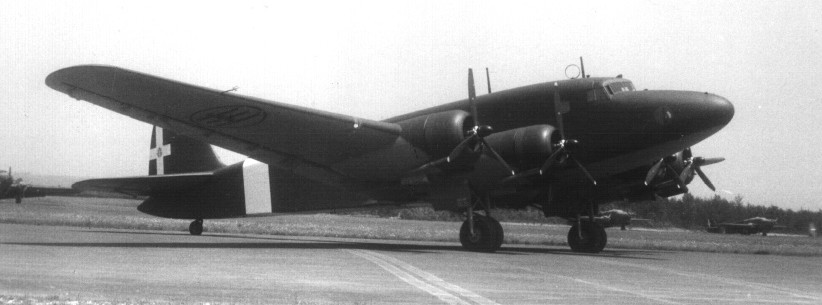
Savoia-Marchetti SM.95 a terra

I primi esemplari dovevano essere di una versione militare denominata S.M.95B, dove “B” stava per “Bombardamento”, dotata di motori più potenti degli Alfa Romeo e di armamenti idonei, ma alla fine il primo esemplare a volare fu la versione civile nel maggio 1943 sul campo di Vergiate con ai comandi il collaudatore Guglielmo Algarotti.
L'armistizio del 3 settembre 1943 e la conseguente occupazione militare tedesca fece sì che gli unici due velivoli costruiti fossero requisiti, trasferiti in Germania dove furono assegnati alla Luftwaffe e poi probabilmente distrutti dalle vicende belliche.
Il 30 luglio 1945 volò il terzo esemplare superstite che, assieme ad un altro solo parzialmente costruito, era rimasto, non ultimato, presso le officine della Savoia Marchetti dal tempo dell'armistizio. Entrambi furono utilizzati a scopi militari, uno requisito dalla britannica Royal Air Force, l'altro, presentato ufficialmente all'aeroporto di Guidonia nell'aprile del 1946, come corriere militare dall'Aeronautica Militare.

### Civile
.

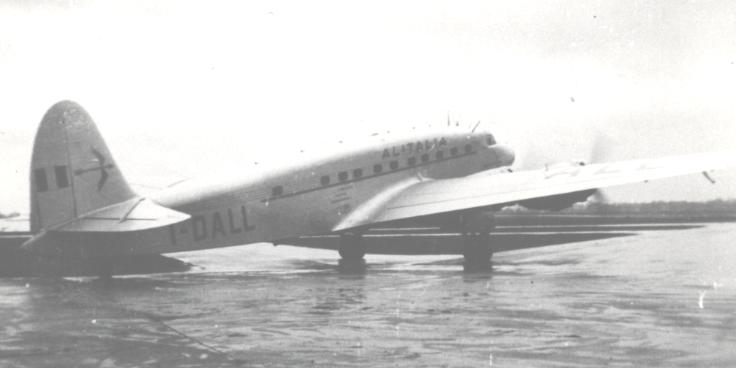
L'SM.95 I-DALL dell'Alitalia all'aeroporto di Manchester nel 1948.

L'Alitalia ne acquistò sei esemplari che iniziarono il servizio nel corso del 1947, il 6 agosto il S.M.95C battezzato Marco Polo e immatricolato I-DALM inaugurò la prima rotta internazionale tra Roma e Oslo. La L.A.T.I. utilizzò tre esemplari inaugurando nel luglio del 1949 un servizio transcontinentale con il Venezuela utilizzando gli S.M.95C battezzati Sant'Antonio, San Francesco e San Cristoforo. Altri quattro aerei andarono alla SAIDE compagnia di bandiera egiziana, che li impiegò sulle rotte tra Il Cairo e Roma o Parigi. I velivoli prodotti ebbero un utilizzo quasi interamente civile con l'eccezione di cinque velivoli utilizzati dalla nuova aeronautica militare italiana.
Il Savoia-Marchetti S.M.95C ebbe anche un certo sviluppo. Dai primi esemplari che vennero prodotti con i motori Alfa Romeo 128 RC.18, tranne il terzo che montava invece gli Alfa Romeo 131 RC.14/50, vennero in seguito adottati i Bristol Pegasus type 48 da 1 005 hp fino agli esemplari della L.A.T. I. che ebbero i Pratt & Whitney SIC-6 Twin Wasp R-1830 da 1 217  hp. Vi furono varie versioni che videro una fusoliera più lunga e una prua maggiormente appuntita, si progettò anche una versione interamente metallica, denominata S.M. 95S, poi mai realizzata.
Furono 20 gli S.M.95 di serie, dei quali l'ultimo esemplare uscì dalle linee di montaggio il 18 novembre 1949, l'ultimo volo di un S.M.95 fu registrato il 28 settembre 1954.

## Utilizzatori

### Militari
Italia
- Regia Aeronautica
  - Due prototipi con motori Alfa Romeo 128 RC-18. Ambedue i velivoli furono catturati dai tedeschi dopo l'8 settembre 1943 e da loro utilizzati operativamente nel ruolo trasporti. Uno venne distrutto in un bombardamento alleato nel settembre 1944, l'altro sopravvisse alle guerra e venne brevemente preso in carico dall'aeronautica britannica, prima di essere restituito all'Italia.[3]
    - NC.41001
    - NC.41002

 Germania
- Luftwaffe
  - I due velivoli catturati e requisiti dopo la firma dell'armistizio, vedi sopra.

 Regno Unito
- Royal Air Force
  - Uno dei due velivoli precedentemente catturati dai tedeschi, vedi sopra.

 Italia
- Aeronautica Militare
  - Con motori Alfa Romeo 128 RC-18. Un esemplare bellico restituito dalla Royal Air Force, 2 prototipi e 5 esemplari di serie.[4]
    - NC.41001 o NC.41002 - ex Royal Air Force, ex Luftwaffe, ex Regia Aeronautica.
    - NC.41003 (MM 1635) - variante allungata a lunga autonomia, denominato SM.95GA.
    - NC.41004 - variante da bombardamento/trasporto, denominato SM.95B.
    - NC.41005 - modello di serie SM.95C. Ceduto ad Alitalia come I-DALM.
    - NC.41007 (MM 61811) - modello di serie SM.95C. Ceduto ad Alitalia come I-DALN.
    - NC.41008 (MM 61812) - modello di serie SM.95C. Ceduto ad Alitalia come I-DALJ.
    - NC.41009 (MM 61813) - modello di serie SM.95C. Ceduto ad Alitalia come I-DALK.
    - NC.41011 (MM 61814) - modello di serie SM.95C. Ceduto ad Alitalia come I-DALL.

### Civili
Italia
- Alitalia-Aerolinee Italiane Internazionali. 
  - Con motori Alfa Romeo 128 RC.18. Ex Aeronautica Militare, in servizio dal 1947-1948. Radiati nel 1953.[3]
    - I-DALJ "Cristoforo Colombo" (no. 8) ex MM 61812.
    - I-DALK Amerigo Vespucci (no. 9) ex MM 61813.
    - I-DALM "Marco Polo" (no. 4) ex MM 1635 (precipitato il 19 gennaio 1948, 14 vittime).
    - I-DALN "Sebastiano Caboto" (no. 7) ex MM 61811.
    - I-DALO "Ugolino Vivaldi" (no. 10)
    - I-DALL "Marco Polo" (no. 11) ex MM 61814.
- LATI (Linee Aeree Transcontinentali Italiane)
  - Con motori Pratt & Whitney R-1830-SIG3G Twin Wasp. Entrati in servizio nel 1949.[3]
    - I-LATI "San Francesco" (No. 17) (precipitato novembre 1949, senza vittime).
    - I-LAIT "San Antonio" (No. 19).
    - I-LITA "San Cristoforo" (No. 18).

 Egitto
- SAIDE (Sussidiaria FIAT)
  - Con motori Bristol Pegasus 48. Configurati per 38 passeggeri.[3]
    - SU-AFC (No. 15).
    - SU-AFD
    - SU-AGC